# Emil Anka
Emil Anka (* 20. Januar 1969 in Békéscsaba) ist ein ungarischer Schach-Großmeister und internationaler Schiedsrichter.
Anka siegte oder belegte vordere Plätze in einigen Turnieren: I. Platz in Budapest (1996), I. Platz beim Elekes memorial in Budapest (2001), I. Platz beim Schneider Memorial in Budapest (2003).
1990 wurde Anka zum Internationalen Meister ernannt, 2001 zum Großmeister.
Ankas Elo-Zahl beträgt 2382 (Stand: Dezember 2015), er hat jedoch seit der ungarischen Mannschaftsmeisterschaft 2009/10 keine elo-gewertete Partie mehr gespielt und wird daher bei der FIDE als inaktiv geführt. Seine höchste Elo-Zahl von 2487 erreichte er im Juli 1999. Er ist Mitglied des Mátyásföldi Lawn Tenis Club (bis 2008 Statisztika PSC), für den er jahrelang in der ungarischen Mannschaftsmeisterschaft spielte. 2013 und 2014 spielte er in der United States Chess League für die Seattle Sluggers.
Seit 2010 lebt Emil Anka in Bellevue (Washington), wo er als Schachtrainer arbeitet.